# Grand Prix de Ouest-France 2002
Il Grand Prix de Ouest-France 2002, sessantaseiesima edizione della corsa, si svolse il 25 agosto 2002 su un percorso totale di 198 km. Fu vinta dal britannico Jeremy Hunt che terminò la gara in 4h44'02" alla media di 41,826 km/h.
All'arrivo 120 ciclisti portarono a termine il percorso.

## Ordine d'arrivo (Top 10)
| Pos. | Corridore         | Squadra         | Tempo    |
| ---- | ----------------- | --------------- | -------- |
| 1    | Jeremy Hunt       | Big Mat         | 4h44'02" |
| 2    | Stuart O'Grady    | Crédit Agricole | s.t.     |
| 3    | Baden Cooke       | F. des Jeux     | s.t.     |
| 4    | Martin Elmiger    | Phonak          | s.t.     |
| 5    | Fred Rodriguez    | Domo            | s.t.     |
| 6    | Jo Planckaert     | Cofidis         | s.t.     |
| 7    | Peter Van Petegem | Lotto-Adecco    | s.t.     |
| 8    | Serge Baguet      | Lotto-Adecco    | s.t.     |
| 9    | Laurent Jalabert  | CSC-Tiscali     | s.t.     |
| 10   | Andrea Tafi       | Mapei           | s.t.     |